# 찰리 머피 (1988년)
찰리 머피(Charlie Murphy, 1988년 4월 19일 ~ )는 아일랜드의 배우이다.

## 출연 작품
- 더 포리너 - 매기 / 사라 멕케이 역